# 山田高誌
山田 高誌（やまだ たかし、1977年 - ）は、日本の音楽学者、専門は西洋音楽史、特に18世紀イタリアのオペラ/劇場史。熊本大学大学院人文社会科学研究部准教授。兵庫県出身。イタリア学会評議員など。

## 学歴・研究歴
- 1999年 早稲田大学教育学部社会科社会科学専修(新聞学)卒業
- 2002年 大阪大学大学院文学研究科文化表現論専攻(音楽学)博士前期課程 修了
- 2004年 イタリア国立バーリ音楽院上級コース(記譜史)修了 上級ディプロマ取得
- 2006年 大阪大学大学院文学研究科文化表現論専攻(音楽学)博士後期課程 単位取得退学

イタリア国立バーリ音楽院付属音楽研究所“カーサ･ピッチンニ”客員研究員、日本学術振興会特別研究員DC2、2006～2008年度日本学術振興会特別研究員SPD(東京芸術大学音楽学部)、2008年度よりトスカーナ・オペラ・アカデミー「ドメニコ・チマローザ」(在コルトーナ市)学術委員、2009年度日本学術振興会海外特別研究員(バーリ音楽院付属音楽研究所"カーサ・ピッチンニ" Dinko Fabris教授)、2010年4月より大阪大学大学院文学研究科芸術学講座(音楽学)助教、神戸女学院大学大学院音楽研究科非常勤講師を経て、2014年4月より熊本大学教育学部音楽教育学科専任講師、2015年同学部准教授。2018年より同大大学院人文社会科学研究部（2020年より同大大学院欧米文化学コース・音楽文化学）准教授。

## 研究分野
18世紀のナポリ楽派、特にナポリで上演されていた喜劇オペラ/ オペラ・ブッファについて、楽譜、台本、そして銀行史料や公証人史料など多角的な史料調査を通して、作者や演奏家の同定や、劇場運営の実態を明らかにしている。特に1760－90年期のナポリで作曲されたオペラのレチタティーヴォ・セッコが「分業制」によって専門音楽家によって作曲されていたことを契約文書と筆跡鑑定を通して明らかにしたことで国際的に知られている。その他、文献学的手法による楽譜校訂などを通して音楽祭の企画、作品の復活蘇演に取り組むほか、バロックファゴット、リコーダーの実演を通しての歴史的演奏習慣や、アジア全域における西洋音楽受容についても関心を寄せている。

## 受賞
- Premio OPERA IMAIE 2007 (イタリア表演芸術家著作権保護協会主催 第2回イタリア国内CD/DVDコンテスト）
- クラシック・現代音楽部門大賞（指揮者 F.Quattrocchi との共同出版CD《Sinfonie avanti l'opera, intorno a Mozart》に対して）[1]

- 令和三年度生涯学習フェスティバルin パレア「大学ってどんなところ？大学の研究室へ遊びに行こう～」 優秀賞 （youtube: https://www.youtube.com/watch?v=IzlWdQuJoSM&t=81s）

## 主要な出版物
- 『国立音楽大学附属図書館所蔵 貴重書解題目録』（国立音楽大学、2007年2月出版、共著）（執筆 ①「パイジェッロ作曲ナポリで上演された5つの喜劇オペラ筆写譜」pp.36-37、②「チマローザの《秘密の結婚》ナポリ版スコア筆写譜（1793年）pp.38-39」、③ルチア･シルク著「ポンキエッリの《間抜けな町長》2つの自筆譜（1851年）」pp. 48-49 翻訳）

- 「1770年から90年期に見られる、ナポリの民間劇場の“宮廷娯楽化”への道程；ナポリ銀行歴史文書館（ASIBN）史料に基づくパースペクティブ」『阪大音楽学報』vol.3 (2004), pp.3-23. (2005年4月1日発行)

- 「1770年のナポリ・ヌォーヴォ劇場の興行形態；パイジェッロ作曲《恋のたくらみ》の上演から」地中海学会『地中海学研究』vol.28 (2005), pp.57-80.(2005年5月31日発行)

- “L'Attività e la strategia di Gennaro Blanchi, impresario dei teatri napoletani nella seconda metà del Settecento; Interpretazione del suo sistema di gestione dalle scritture dell’Archivio Storico dell’Istituto Banco di Napoli- Fondazione,”Istituto Banco di Napoli-Fondazione（ナポリ銀行歴史文書館財団）『Quaderni dell’Archivio Storico』vol.2004, pp.95-116. (2005年12月発行)

（ナポリ銀行歴史文書館財団所蔵・銀行換金文書に基づき、18世紀後半のナポリの興行師ジェンナーロ・ブランキの活動と戦略を同定するもので、2劇場で2劇団を雇用し、数年おきに彼らの本拠地を“入れ替え”ることで“顔見世興行”を行っていたことを初めて明らかにした。）
- 山田高誌 編著（松田聡、森佳子）「チマローザの世界：《秘密の結婚》の成立と上演のコンテクスト、パリ、ウィーン、そしてナポリ」日本イタリア古楽協会、2008年10月, p.60.

（チマローザ《秘密の結婚》（1792）の別版で失われていたと思われていたナポリ稿（1793）を同定。またナポリ初演に出演した歌手、演奏家、観客を銀行文書より同定。東京室内歌劇場＆Vito Clementeによる世界初演時に配布された。）
- 山田高誌 - Francesco Quattrocchi, CD《Atene edificataアテネ建都 (S.Petersburg, 1788) & Coro dei guerrieri軍人たちの合唱(S.Petersburg, 1791)》: 指揮Francesco Quattrocchi, 演奏Alio Tempore Ensemble, 合唱Schola Cantorum San Sisto (Bologna: Bongiovanni, GB 2428-2, 2008年5月出版)
- 山田による監修、楽譜校訂、作品研究、解説。全曲世界復活初演。

https://music.apple.com/us/album/cimarosa-atene-edificata-coro-dei-guerrieri/740938148?l=es
- Francesco Quattrocchi - 山田高誌, Orchestra sinfonica abruzzese- Schola Cantorum San Sisto, CD, Cimarosa, 《Voce Coelis - Domine ad adiuvandum - Credo - Magnificat - Antra ubi quaestus Echo》（CD: Bologna, Bongiovanni, GB 5636-2, 2009年4月）
- 山田による監修、楽譜校訂、作品研究、解説。全曲世界復活初演。

https://www.last.fm/music/Domenico+Cimarosa/Cimarosa:+Coeli+Voices/Domine+ad+adiuvandum
- Russo, F. P. (ed.) (2013), La figura e l'opera di Giuseppe Giordani (Napoli 1751 - Fermo 1798): Atto di convegno su Giuseppe Giordani. Fano (Conservatorio di musica di Fano «G.B. Pergolesi») – Lucca: LIM, 255-262.

（6-1 Yamada T., "Giuseppe Giodani al Teatro del Fondo di Napoli nel 1781: i rapporti con l’impresario Aniello Riccardi.”)
（1781年度ナポリ王立フォンド劇場・興行師の換金記録より同劇場興行の実態、および作曲家ジュゼッペ・ジョルダーニの活躍を同定。）
https://www.lim.it/en/miscellaneous-books/1218-la-figura-e-lopera-di-giuseppe-giordani-atti-del-convegno-internazionale-fermo-3-5-ottobre-2008-9788870967333.html
- Amato, M., C. Corsi, and Grande T. (eds.) (2014), ‘Da Napoli a Napoli’: Musica e musicologia senza confini. Lucca: LIM, 131-162.

（7-1 Yamada T., "La versione napoletana de 《Il Matrimonio segreto》 (Napoli, 1793): una partitura ritrovata all’Università di Musica Kunitachi di Tokyo con annotazioni sulle condizioni di esecuzione attraverso i mandati di pagamento dell’Archivio Storio del Banco di Napoli."）
（1793年にチマローザがナポリ向けに加筆したナポリ稿《秘密の結婚》の楽譜とレチタティーヴォ作家、チマローザと劇場の契約文書を同定したほか、初演演奏者、バックヤード・スタッフ、観客チケット代などを同定。）
https://www.lim.it/en/miscellaneous-books/629-da-napoli-a-napoli-musica-e-musicologia-senza-confini-contributi-sul-patrimonio-musicale-italiano-presentati-alla-iaml-annual-conference-napoli-20-25-luglio-2008-9788870966848.html
- “La ‘cantina’ dei costumi per le commedie napoletane di Ferdinando Maria Banci nel 1769,” in Faschioning Opera and Musical Theatre: Stage Cstumes in Europe from the Late Reneaissance to 1900, (Internazional conference: Venezia, Fondazione Giorgio Cini, 29 march - 1 april, 2012), Venezia, Fondazione Giorgio Cini, 2014, pp.98-147.

（ナポリの諸劇場に衣装を納入していたオペラ衣装製作家バンチの遺産目録の発見。1,000点近い衣装の具体的内容を同定するほか、4代にわたってオペラ衣装製作に携わった一族としての家系図を作成）
https://www.cini.it/en/publications/fashioning-opera-musical-theatre-stage-costumes-late-renaissance-1900
- 山田高誌「公証人史料にみる，18世紀ナポリの民間劇場の利用条件 : オペラ興行師と演劇興行師の劇場共同利用」『熊本大学教育学部紀要』第65巻、熊本大学、2016年12月、171-193頁、CRID 1050564287886333056、hdl:2298/35886、ISSN 2188-1871。

- 山田高誌「『パルナッソス山への階梯』 : 18世紀後半のナポリにおける，音楽家のキャリア構築の実態 : ナポリ銀行歴史文書館史料に基づく，作曲家，台本作家，器楽奏者の労働条件と，その経年的変化の解明」『九州地区国立大学教育系・文系研究論文集』第5巻第2号、九州地区国立大学間の連携事業に係る企画委員会リポジトリ部会、2018年3月、No.5、CRID 1050282677539714560、hdl:2298/40401、ISSN 1882-8728。

- 山田高誌「ナポリ王国南部地域における音楽劇上演の実態解明にむけて : 1777-78年, カラーブリアへの喜劇オペラ巡業契約を中心事例として明らかにする“定期巡業ルート”の存在の同定と, それを担った“アーティスト”の実像」『九州地区国立大学教育系・文系研究論文集』第8巻第2号、九州地区国立大学間の連携事業に係る企画委員会リポジトリ部会、2022年3月、No.3、CRID 1050854718406359808、hdl:2298/00045591、ISSN 1882-8728。